# アラジン 不思議なランプと魔人リングマスター
『アラジン 不思議なランプと魔人リングマスター』（アラジン ふしぎなランプとまじんリングマスター、原題：Aladin）は、2009年に公開されたインドのファンタジー・冒険映画。スジョイ・ゴーシュが監督を務め、ジャクリーン・フェルナンデス、リテーシュ・デーシュムク、アミターブ・バッチャン、サンジャイ・ダットが出演している。興行的には失敗している。

## キャスト
- ジーニアス - アミターブ・バッチャン
- アラジン・チャテルジー - リテーシュ・デーシュムク
- ジャスミン - ジャクリーン・フェルナンデス（声：モナ・ゴーシュ・シェッティ（英語版））
- リングマスター - サンジャイ・ダット[4]
- アラジンの祖父 - ヴィクター・バナルジー
- マージナ - ラトナー・パータク・シャー（英語版）
- カシム - サヒル・カーン（英語版）
- アラジンの父 - ジョイ・セーングプタ（英語版）
- アラジンの母 - ソヒニ・ゴーシュ
- ナジル教授 - アリーフ・ザカリア（英語版）
- ナレーター - ボーマン・イラニ（英語版）

## 評価

### 興行収入
映画は主に低年齢層をターゲットに製作され、公開週末の興行収入は1000万ルピー前後という低スタートとなった。その後も興行成績は振るわず、「2009年公開映画で最も酷い興行成績を記録するだろう」と報じられた。

### 受賞
スターダスト・アワード
- 新人女優賞：ジャクリーン・フェルナンデス[5]

国際インド映画アカデミー賞
- 新人女優賞：ジャクリーン・フェルナンデス
- 美術監督賞（英語版）：サーブ・シリル
- 特殊効果賞：チャールズ・ダービー